# Plebanivka, Șarhorod
Plebanivka (în ucraineană Плебанівка) este localitatea de reședință a comunei Plebanivka din raionul Șarhorod, regiunea Vinnița, Ucraina.

## Demografie
Componența lingvistică a localității Plebanivka
     Ucraineană (99,72%)
     Alte limbi (0,17%)
Conform recensământului din 2001, majoritatea populației localității Plebanivka era vorbitoare de ucraineană (99,72%), existând în minoritate și vorbitori de alte limbi.